# Пермський академічний театр опери та балету імені П. І. Чайковського
Пермський академічний театр опери та балету імені П. І. Чайковського (рос. Пермский академический театр оперы и балета имени П. И. Чайковского) — академічний театр опери й балету у місті Пермі (Росія), головна музична сцена Пермського краю.
Один з головних творчих принципів театру — освоєння в цілісності творчого доробку композитора Петра Ілліча Чайковського, уродженця Прикам'я. Пермський театр опери та балету — єдиний у Росії, де були поставлені всі його сценічні твори: 10 опер і 3 балети.

## Загальні дані
Пермський академічний театр опери та балету імені П. І. Чайковського міститься у історичній будівлі за адресою:
вул. Петропавловська, буд. 25а, м. Перм-614000 (Пермський край, Росія).
Глядацька зала сконструйована з додержанням акустичних норм і розрахована на 972 місця.
Оркестрова яма: 50 посадкових місць.
Параметри сцени:
- висота: 21,5 м;
- ширина: 18 м;
- глибина: 14 м.

Дзеркало сцени:
- висота: 8,5 м;
- ширина: 12 м.

Художній керівник театру — лауреат Державної премії Росії Георгій Георгійович Ісаакян, головний диригент — Валерій Гнатович Платонов, головний балетмейстер — Олексій Мірошниченко, головний художник — Олена Василівна Соловйова, головний хормейстер — Володимир Нікітінков.
Загальна чисельність акторів згідно зі штатним розкладом закладу — 250 осіб.

## З історії та сьогодення театру

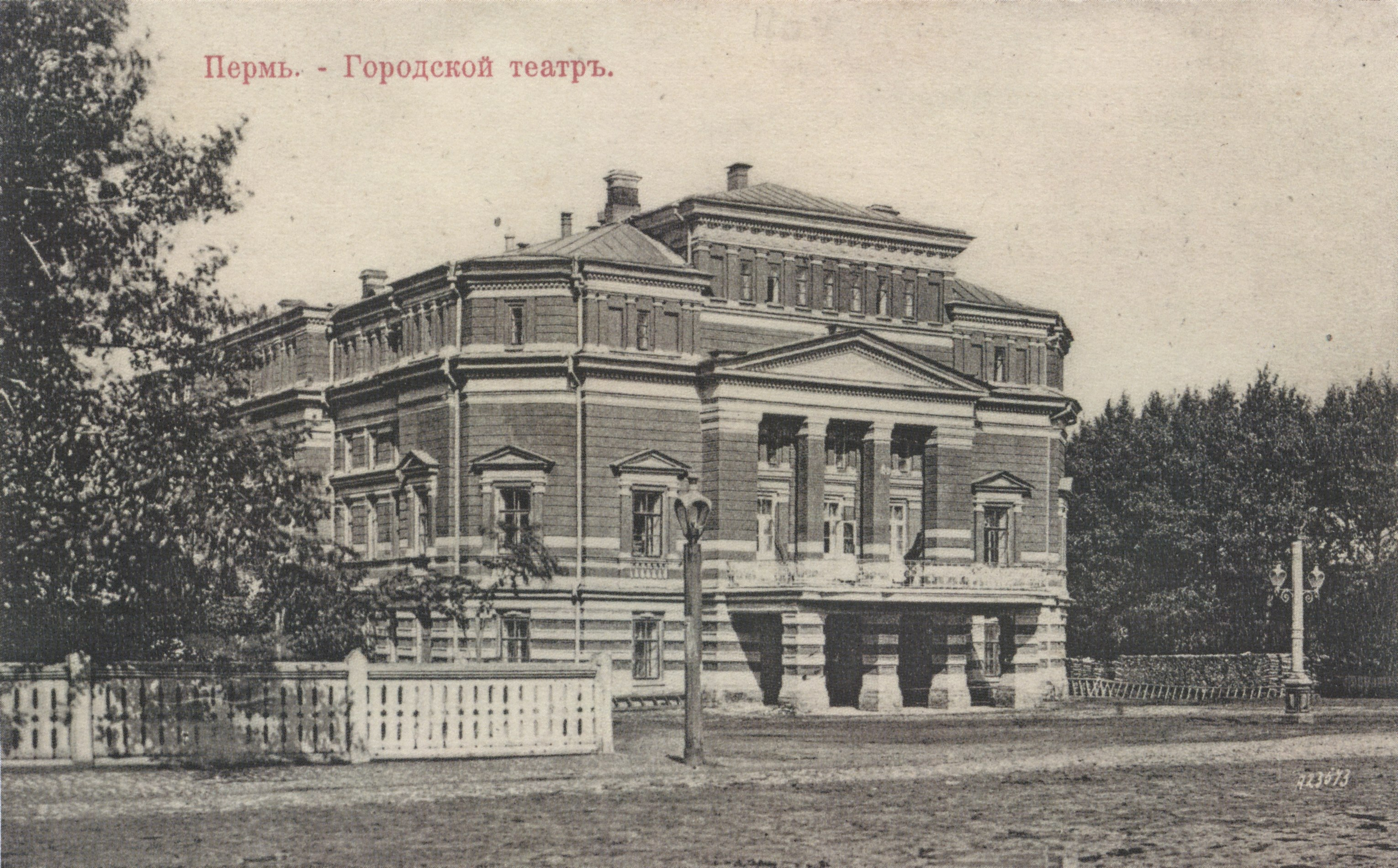
Театр на початку XX століття

Оперний театр у Пермі заснований 24 листопада 1870 року. Першою постановкою театру стала опера М. І. Глінки «Жизнь за царя» («Іван Сусанін»).
Сучасну будівлю театра було зведено у 1874—79 роках за проектом Р. О. Карвовського. Першу виставу в ще недобудованому приміщенні давали взимку 1879—80 років. Трупу тримав антрепренер П. П. Медведєв.
1896 року театр було передано під опіку міської думи. Депутати ухвалили рішення сформувати міську дирекцію з метою управління театром та утримувати оперну трупу за рахунок б'юджета міста. Перший сезон під муніципальною управою відкрився постановкою «Аїди».
20 серпня 1921 року відкрився перший театральний сезон після завершення громадянської війни.
Під час Німецько-радянської війни в театрі виступав евакуйований до Пермі Ленінградський театр опери та балету імені Кірова.
У 1965 році Пермському театрові опери та балету було присвоєно ім'я Петра Ілліча Чайковського.
1969 року театрові було присвоєно звання «академічний».
У 1984 році за постановку опери Сергія Прокоф'єва «Война и мир» колективові закладу було присуджено Державну премію РСФСР імені М. І. Глінки.
У теперішній час (2000-ні) балетна трупа Пермського академічного театру опери та балету імені П. І. Чайковського — одна з найпопулярніших і найбільш востребуваних у Росії, з успіхом гастролює за рубежем під маркою «Чайковський-балет». Так, у січні 2008 року з показу постановки опери П. І. Чайковського «Мазепа» розпочато просування оперної трупи закладу в США. Зокрема і це визначило той факт, що федеральний тижневик «Культура» назвав Пермський академічний театр опери та балету імені П. І. Чайковського «театром сезону» (2008/2009), а його художнього керівника Георгія Ісаакяна «персоною сезону».

## Цікаві факти
Як і про інші театри, про Пермській оперний існують свої театральні байки. Одна з них пов'язана з відомим радянським льотчиком Валерієм Чкаловим. Начебто відвідуючи в лютому 1937 року Перм, він прийшов у театр на спектакль «Евгений Онегин». Під час вистави актриса, що виконувала роль Тетяни Ларіної, перехилилась над свічкою, і в неї зайнялася перука. Тоді Чкалов, який сидів у бічній директорській ложі, вистрибнув на сцену, зірвав з актриси перуку й загасив вогонь. Після завершення спектакля Чкалов записав у книзі почесних відвідувачів: «Замечательный спектакль. Хорошие голоса. Хор прекрасный… Желаю замечательному коллективу дальнейших успехов в работе».

## Виноски
1. ↑  Історія театра. Архів оригіналу за 30 січня 2009. Процитовано 15 квітня 2010.
2. 1 2  С. А. Торопов. Пермь: Путеводитель. — Пермь, Кн. изд-во, 1986 (рос.)
3. ↑  Лариса Барыкина. Пермяки высадились на Манхэттене // газ. «Ведомости», № 13 (2035) за 25 січня 2008 року
4. ↑  Елена Федоренко, Дмитрий Морозов. Настоящее баварское качество и галактика Сильви Гиллем. Критики подводят итоги сезона
 // Культура, № 31 (7694) за 13-19 серпня 2009 року (рос.)